# Гуралиа, Гела
Ге́ла Арвело́диевич Гура́лиа (груз. გელა არველოდის-ძე გურალია; род. 22 декабря 1980, Поти, Грузинская ССР) — российский и грузинский эстрадный певец (тенор-альтино). Финалист музыкального телепроекта «Голос−2» на Первом канале.

## Биография
Родился 22 декабря 1980 года в грузинском городе Поти (регион Самегрело — Земо-Сванети). Поёт с детства, в пять лет впервые выступил перед большой аудиторией на концерте в честь Дня города. С 1 по 9 классы учился в Первой потийской гимназии, далее обучался в лицее по химико-биологическому профилю; побеждал в олимпиадах по химии. В 10—11 классах был делегатом детского парламента Грузии. С ранних лет пел в церковном хоре, был солистом в народном ансамбле «Фазиси», а также в ВИА «Белая чайка» родного города Поти. Окончил Школу искусств по классу актёрского мастерства. Играет на фортепиано.
По рассказам, Гела часто приезжал в Россию, где в Нижнем Новгороде долгое время жил и работал его отец.
После школы поступил на химический факультет Тбилисского государственного университета, но на завершающем году учёбы принял окончательное решение связать свою дальнейшую профессиональную жизнь с музыкой, покинул университет и вместе с музыкальным коллективом переехал в Москву. Карьеру в России начинал с выступлений в ресторане "Нескучный Дворик" Мариэтты Гобечиа, где работал до 2008 г. Однако Гела подчеркивает, что его репертуар никогда не был «ресторанным».
В 2012 году в Грузии на студии «Bravo Records» Гела начал записывать сольный альбом, но посмотрев «Голос» на Первом канале, отложил работу над собственным проектом ради участия в следующем сезоне конкурса.

### Участие в проекте «Голос»
С 20 сентября 2013 года Гела Гуралиа становится участником второго сезона телепроекта «Голос» — исполнив на Слепых прослушиваниях песню композитора Марка Минкова на стихи Вероники Тушновой «Не отрекаются любя», он попадает в команду Димы Билана.
На этапе Поединки Гела исполнил с Полиной Конкиной песню Селин Дион и Барбры Стрейзанд «Tell Him», специально адаптированную для их дуэта, и прошёл в следующий этап Нокауты.
На этапе Нокауты с песней «I Knew I Loved You» на музыку Эннио Морриконе из к/ф «Однажды в Америке» снова одержал победу. В четвертьфинале выступил с песней Майкла Джексона «Earth Song» и прошёл в следующий тур, получив 50 % от наставника и 77,7 % от зрителей. В полуфинале с песней Ольги Кормухиной «Путь» проходит в финал проекта, получив 63 % от зрителей и 40 % от наставника. Молодой грузинский артист дошёл до самого финала, заняв третье место в главном вокальном конкурсе «Голос».
Во время проекта, 23 октября 2013 года, Гела Гуралиа выступил в Государственном Кремлёвском дворце на юбилейном гала-концерте оркестра «Фонограф-Симфо-Джаз», руководителем которого является заслуженный артист России, пианист, дирижёр и композитор Сергей Жилин.
25 ноября 2013 года по многочисленным просьбам аудитории Первого канала прошла онлайн-конференция на официальном сайте канала, в которой Гела рассказал о себе и ответил на вопросы зрителей.
| Этап                 | Дата эфира  | Песня                                | Исполнитель оригинала          | Результат                            |
| -------------------- | ----------- | ------------------------------------ | ------------------------------ | ------------------------------------ |
| Слепые прослушивания | 20 сентября | «Не отрекаются, любя»                | Алла Пугачёва                  | Повернулся Дима Билан                |
| Поединки             | 18 октября  | Tell Him (дуэт с Полиной Конкиной)   | Celine Dion & Barbra Streisand | Прошёл                               |
| Нокауты              | 15 ноября   | I Knew I Loved You                   | Celine Dion                    | Прошёл                               |
| Четвертьфинал        | 13 декабря  | Earth Song                           | Michael Jackson                | Наставник 50 % Зрители 77,7 % Прошёл |
| Полуфинал            | 20 декабря  | «Путь»                               | Ольга Кормухина                | Наставник 40 % Зрители 63 % Прошёл   |
| Финал                | 27 декабря  | The Way We Were (дуэт с наставником) | Barbra Streisand               | 3-е место                            |
| Финал                | 27 декабря  | «Я тебя никогда не забуду»           | Николай Караченцов             | 3-е место                            |
| Финал                | 27 декабря  | Papa, Can You Hear Me?               | Barbra Streisand               | 3-е место                            |

### Благословение Патриарха
Гела является православным христианином. В детстве он пел в одном из храмов родного города Поти. Позднее он записал свою версию церковного песнопения «Kyrie eleison» на музыку Патриарха всея Грузии Илии II. Во время участия в «Голосе» Гела получил приглашения от Илии II. На встрече в Тбилиси он передал Патриарху запись «Kyrie eleison», а в ответ получил благословение и подарок — нательный крест и браслет. Гела считает встречу с Патриархом чудом в своей жизни. После «Голоса» Гела вновь получает приглашение от Патриарха на празднование его дня рождения 4 января 2014 г. Специально к этому событию Гела записывает вторую песню на музыку Илии II — «Ave Maria», в записи принимает участие оркестр «Фонограф-Симфо-Джаз» Сергея Жилина. На следующий день Гела исполняет «Kyrie eleison» в храме Пресвятой Троицы в Тбилиси, где литургию проводит сам Илия II.

### Запись сольного альбома
В январе 2014 года Гела Гуралиа возобновил запись сольного альбома на грузинской звукозаписывающей студии «Bravo Records», а затем продолжил её в Москве на студии «Чемоданов Продакшн». В альбом вошли три песни американского композитора Джада Фридмана (Jud Friedman), (автора песни Уитни Хьюстон «Run to You» и многих др. хитов), две песни на русском языке авторства Ники Никвашвили, а также пять песен на грузинском языке, музыку к которым написали грузинские композиторы Джумбер Аманаташвили и Нато Тотибадзе, а стихи — поэт Нана Цинцадзе. Всего в альбоме 10 песен. Первую англоязычную композицию с дебютного альбома, Stone by Stone, Гела представил 20 января 2014 года на грузинском канале GDS TV.
15 октября 2014 года состоялась презентация дебютного альбома Dream of Me и клипа на одноимённую песню, над которым работала известный клипмейкер Ирина Миронова.
5 июня 2015 года на канале Russian Musicbox состоялась премьера второго клипа Гелы Гуралиа на песню «Ты знаешь». Композитор Константин Легостаев, поэт Александр Ковалёв. Режиссёр клипа — Алексей Русаков.

### Концертный тур
8 марта 2014 года Гела Гуралиа начал концертную деятельность. Его первый концертный тур проходит по всей России, им охвачены города Краснодар, Ростов-на-Дону, Великий Новгород, Казань, Пермь, Дзержинск, Нижний Новгород, Тула, Санкт-Петербург, Уфа, Самара, Ярославль, Орёл, Белгород, Красноярск, Томск, Новосибирск, Барнаул, Тюмень, Челябинск, Екатеринбург, Иваново, Владимир, Иркутск, Хабаровск, Владивосток, Анапа, Новокузнецк, Нальчик, Петрозаводск, Тверь.
Совместно с Гелой Гуралиа в концертах принимают участие музыканты: Ника Никвашвили (до 1 марта 2015 г.), Дмитрий Илугдин (7-8 марта 2015 г.), Александр Пахомов (с 8 июня 2015 г.) — рояль, Илья Драгунов — соло-гитара, Андрей Рузняев — бас-гитара, Богдан Котов — барабаны.
Программа концертов включает в себя песни с сольного альбома Гелы (Stone by Stone, Coming Home Again и др.), песни, исполненные на «Голосе» («Путь», «Не отрекаются, любя» и др.), а также ряд других известных мировых хитов («Proud Mary», «Smile», «Earth Song», «Autumn Leaves» и др.)
18 ноября 2014 года в Государственном Кремлёвском Дворце состоялся сольный концерт артиста в сопровождении струнного симфонического оркестра и его музыкального коллектива. В качестве приглашенных гостей выступили Полина Конкина, Ольга Кормухина, Тамара Гвердцители, Этери Бериашвили, Георгий Меликишвили, Нодар Ревия. На концерте впервые прозвучала заглавная песня дебютного альбома Dream of Me, автором которой является Джад Фридман.
1 марта 2015 года в Санкт-Петербурге также состоялся большой концерт в сопровождении струнного симфонического оркестра в театре «Мюзик-Холл», на который Гела Гуралиа пригласил выступить Вадима Азарха.
3 марта 2018 года в Колонном зале Дома союзов c огромным успехом прошёл второй московский сольный концерт Гелы Гуралиа. В числе приглашённых гостей — композиторы Александр Журбин и Гига Квенетадзе, певцы Маргарита Позоян и Ачи Пурцеладзе
С певцом работают талантливые авторы, такие, как Александр Журбин, Константин Легостаев, Александр Морозов. Гуралиа принимает активное участие в различных телевизионных программах, таких, как «Романтика романса», «Видели видео», передачи телеканала «Спас».
В репертуаре певца – музыка разных жанров: классика, джаз, блюз, рок, романсы. Но он всё время в поиске, всегда экспериментирует. Он считает, что разносторонний артист более интересен публике. На сцене певец выкладывается полностью. Для него главное — донести эмоции и содержание песни. На всех концертах артиста звучит только живой голос. У певца многочисленный фан-клуб, который любит и поддерживает творчество талантливого певца.

## Дискография
- 2014 — Dream of Me

## Клипы
- 2014 — Dream of Me[28]
- 2015 — Ты знаешь[29]
- 2018 — На Восток[30]

## Награды
- 2018 — Премия «Русский Топ» в номинации «Лучшая песня 2018 года» («На Восток») (по результатам интернет-голосования)[31].
- 2016 — Премия «Русский Топ» в номинациях «Лучший сольный исполнитель 2016 года» и «Лучшая песня 2016 года» («Любовь ты моя») (по результатам интернет-голосования)[32].
- 2016 — Лауреат премии «Любовь народная» в номинации «Надежда России»[33]
- 2015 — Премия «Русский Топ» в номинациях «Лучший сольный исполнитель 2015 года» и «Лучшая песня 2015 года» («Ты знаешь») (по результатам интернет-голосования)[34].
- 2014 — Победитель конкурса «Золотая волна» в номинации «Выбор народа», Грузия[35].
- 2014 — Победитель читательского голосования на портале Musecube «Лучший альбом 2014» — Dream of Me[36].
- 2014 — Премия «Русский Топ» в двух номинациях — Лучший сольный исполнитель 2014 года и Лучший альбом 2014 года (Dream of Me) (по результатам интернет-голосования)[37].
- 2013 — Премия «Русский Топ» — лучший сольный исполнитель 2013 года (по результатам интернет-голосования)[38].
- 2006 — Приз зрительских симпатий. Всероссийский конкурс «Золотой голос»[39].
- 2005 — Приз зрительских симпатий. Международный конкурс «Песни мира» в г. Комрат, Молдова[40].

## Мнения
- Александр Градский: «Вы сегодня доказали всем, я уверен — всем, Гела, что человеческий голос способен передать те же чувства, что и настоящие струнные инструменты, которые в Hollywood Orchester играют, а иногда даже лучше, поскольку это и текст, это душа, это непосредственно живое воздействие. Вы меня сегодня просто прибили своим умением и мастерством, и я восхищен, и ничего, кроме восхищения в Ваш адрес, я высказать не могу»[41].
- Любовь Казарновская: «У Гелы нежный, красивый и „поющийся“ тембр голоса. Наверно, он мог бы стать нашим Демисом Руссосом, потому что у него в вокале есть, как говорят итальянцы, „каприно“ — козлетончик, барашек — нежная, нераздражающая вибрация. То, чем славился Руссос. Если он поработает над вокальной техникой и мастерством, поищет точные репертуарные вещи, то сможет растоплять женские сердца. Ему будут аплодировать и чепчики в воздух бросать. Сегодня в России ничего подобного нет»[42].
- Дина Гарипова: «Гела — представитель оригинального жанра. Он очень своеобразный исполнитель с индивидуальным способом подачи звука, который сложно повторить. При этом он искренний и техничный вокалист. Ещё с первого выступления я подумала: какой профессионал!»[42]
- Ольга Кормухина: «5 июня концерт. И называется он „Best“. Хотя я хотела назвать его „Best of“, потому что мне бы хотелось этим концертом ещё раз сфокусировать внимание публики на тех молодых исполнителях, которые стали мне очень интересны, те, которые гнут свою фишку — это Тина Кузнецова и Гела Гуралиа из шоу „Голос“. Действительно, каждый из них неповторим. Тина ещё и автор, аранжировщик, потрясающий музыкант. Таким людям очень хочется помогать и всячески содействовать продвижению такого замечательного творчества»[43].
- Александр Журбин: «До сих пор под впечатлением от вчерашнего концерта в Колонном зале талантливого певца Гелы Гуралиа… Он ни на кого не похож, и он занимается искусством, а не попсой или селф-промоушн… Почти 3 часа разнообразнейшего репертуара, и по- русски, и по-грузински, и по-английски, и по-французски, и все это очень серьезно и по-настоящему… Удачи тебе, Гела! Пусть мир тебя услышит!»[44]